# Renaixensa valenciana

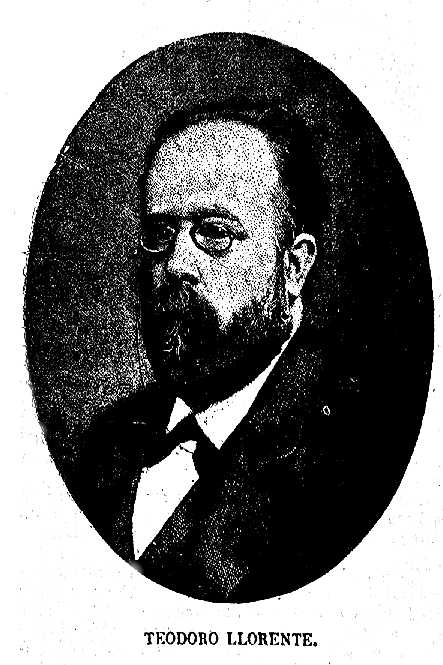
Teodoro Llorente (1887)

La Renaixensa valenciana fue un movimiento literario, cultural y social que surgió en las tierras del antiguo Reino de Valencia en los últimos años del siglo XIX. Las personalidades que participaron en este movimiento reivindicaban el papel que la lengua valenciana jugaba dentro de las instituciones y, sobre todo, en la literatura culta. Este movimiento tiene algunas características comunes con otros que surgieron en tierras vecinas a Valencia, como Cataluña o Baleares.

## Características generales

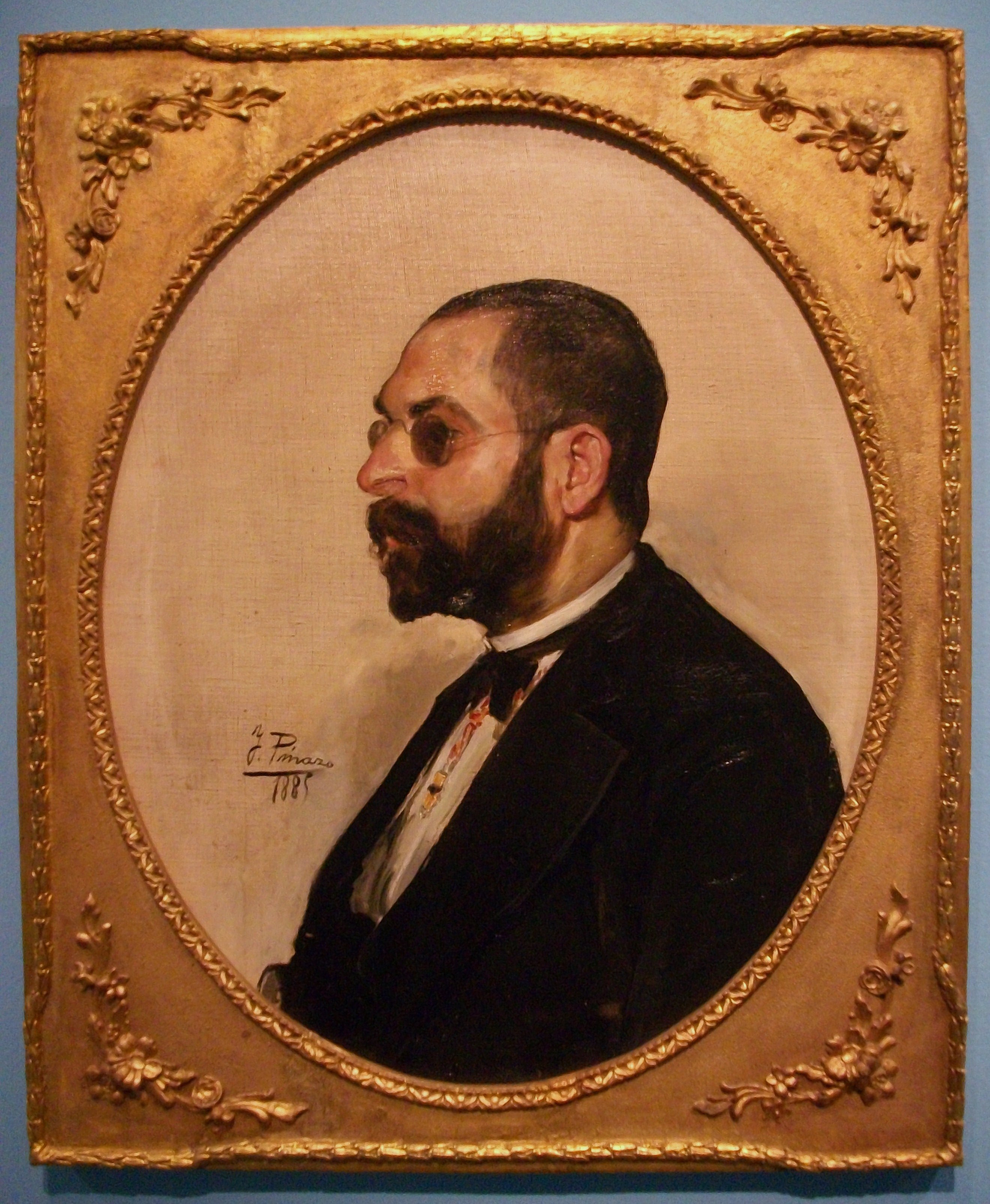
Retrato de Constantí Llombart, Ignacio Pinazo Camarlench, 1885.

- Este movimiento tuvo sus más firmes apoyos en la alta burguesía terrateniente agrícola, por lo que su difusión fue menor que movimientos homólogos en otras regiones. Su centro fue la ciudad de Valencia, principalmente.
- Su medio de difusión más importante fueron los juegos florales y la prensa periódica; tanto la ya existente -como El Mercantil Valenciano, El Diario de Valencia...- como la de nueva creación -Lo Rat Penat o Las Provincias.
- El género predilecto por sus autores, fue la poesía lírica. La temática típica de este movimiento la conforman el amor, la patria y la fe.
- Pese al peso de la nueva creación literaria, muchos escritores editaron y pusieron en valor a los escritores valencianos de los años anteriores, especialmente los del Siglo de Oro valenciano. Así Ausiàs March, Jordi de Sant Jordi, Jaume Gassull, o Jaume Roig fueron siendo más conocidos por el público.
- Este movimiento tuvo dos sectores claramente diferenciados: por una parte, una corriente conservadora y burguesa -encabezada por Teodoro Llorente- y por la otra, de corte progresista y popular, fue encabezada por Constantí Llombart. La principal diferencia entre las dos secciones fue la posibilidad de que el movimiento pudiera, o no, ser llevado a la política.

## Historia
Si bien pueden nombrarse varios autores como anunciadores del movimiento renaixentista, es la labor del historiador y cronista oficial Vicente Boix y la de los escritores satíricos -como José Bernat Baldoví, Eduardo Escalante o José María Bonilla- los que introdujeron en la sociedad y los círculos literarios valencianos, un interés patrio por la lengua valenciana. Sin embargo, si tenemos que buscar un hecho que marque el comienzo de este movimiento, lo es sin duda la publicación en 1830 del poema Lo Somni por Vicente Salvá. A partir de este momento se produce un lento pero seguro avance en el interés por los temas valencianos. Un claro ejemplo de ello es la publicación en 1839 del ensayo de un diccionario Valenciano-Castellano de Ignacio Vidal.[cita requerida]
Sin embargo, según el historiador Alfons Cucó, se suele considerar como el iniciador de la Reinaixença valenciana a Tomás de Villarroya, autor de unos versos en valenciano publicados en 1841. «Eso no obstante —puntualiza Cucó—, Villarroya es únicamente un precedente que no llegará a promover ninguna actitud cultural, y ni tan solo a influir en la producción literaria posterior. Son Teodor Llorente y Vicent W. Querol los dos primeros escritores que podemos considerar como miembros conscientes de la Renaixença, al menos en el ámbito lingüístico-literario».
El mallorquín Marià Aguiló fue quien insufló dentro de los espíritus de Vicente Wenceslao Querol y de Teodoro Llorente ese valencianismo tan característico de la Renaixença. Junto a Querol y, sobre todo, a Llorente va surgiendo una generación de escritores que aceptan los preceptos de la Renaixença y escriben obras en valenciano. En este lento proceso destaca la figura de Constantí Llombart, que desde un inicio propuso trabajos colaborativos para que los escritores y los poetas fueran empezando a publicar sus obras. Niu d'Abelles, Cabotes y Calaveres: o melonar de Valensia son algunos de los primeros proyectos de Llombart, que cristalizarían en 1874, con la fundación del periódico quincenal Lo Rat Penat. Conjuntamente con la fundación del periódico, se produjo en 1878, la fundación de Lo Rat Penat, sociedad "De amadores de las glorias valencianas". Es en esta sociedad en la que se celebran numerosos actos culturales y certámenes poéticos, como los juegos florales -jochs florals- que reflejarían y soportarían económicamente la producción literaria en valenciano. 

### Características

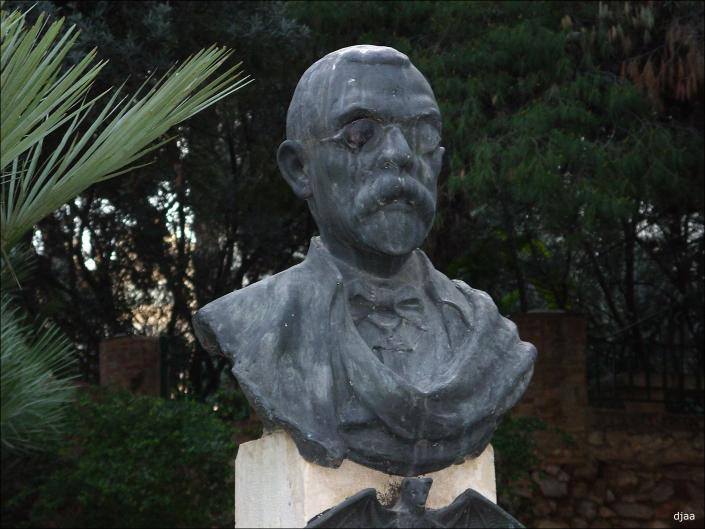
Busto de Constantí Llombart en los Jardines del Real. Uno de los máximos representantes de la Renaixensa, partidario de reivindicar aspectos lingüísticos y nacionalistas. Finalmente se impuso la tesis contraria, la de Teodoro Llorente, partidario de mantener una actitud meramente literaria.

La Renaixensa valenciana del siglo XIX surge de la voluntad de hacer renacer el valenciano como lengua literaria y de cultura después de siglos de diglosia respecto del castellano (periodo denominado genéricamente Decadència). 
De la Renaixensa valenciana, Joan Fuster, destaca, en primer lugar, su felibrismo, es decir, la actitud meramente literaria sin la aspiración de aprovechar el movimiento para reivindicar aspectos lingüísticos y nacionalistas. Fuster lo explica por la carencia de un injerto progresista de la Renaixensa valenciana, y por la carencia de industrialización de Valencia.
Por otro lado Fuster habla de la yuxtaposición de elementos culturales castellanos y catalanes, hasta el punto de calificar la cultura valenciana de “cultura satélite” respecto del castellano.
Finalmente Fuster señala la “noble y emocionante lección” de los renacentistas: el hecho de que a pesar de las facilidades que el castellano les brindaba por una “terca afirmación patriótica usaron la lengua propia y natural. Aquellos hombres, según Fuster, nos merecen todo nuestro respeto, dado que “mejor o peor, respondieron al problema del momento, y a ellos debemos la posibilidad de estar, nosotros, escritores y poetas valencianos de hoy, en el lugar donde estamos”.

### Orígenes: etapa inicial (1833-1859)

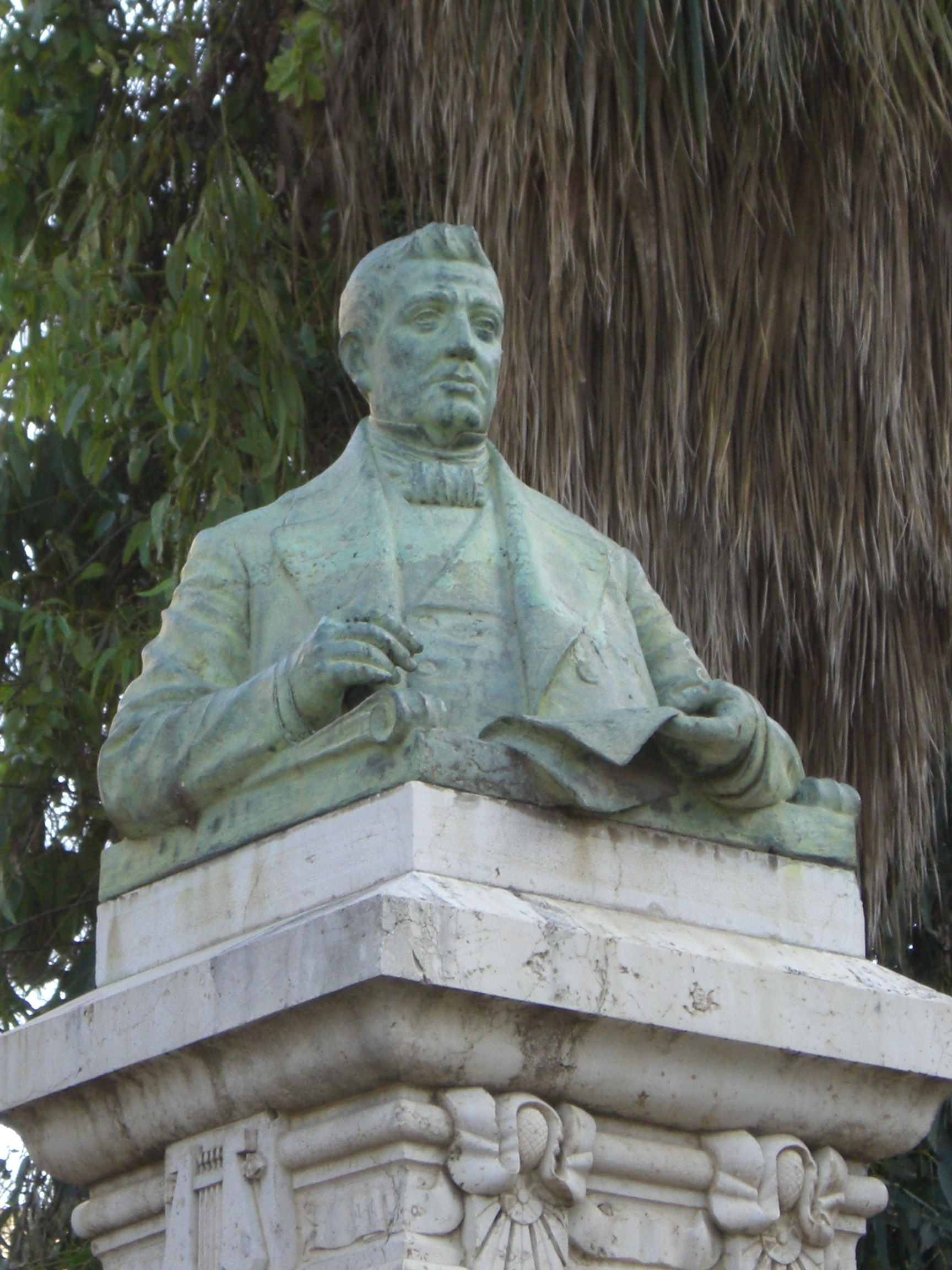
Busto de José Bernat Baldoví, uno de los representantes del sector populista de la Renaixensa, y autor del famoso sainete El virgo de Vicenteta.

Los orígenes sobre la Renaixensa en el Reino de Valenciana se han centrado en la discusión de considerar la Renaixença o bien como una hija o una consecuencia de la Renaixença en Cataluña, o bien como un movimiento nacido autóctono.
Joan Fuster en 1956 afirma que "La Renaixensa valenciana será un ahijado de la Renaixensa de Cataluña, y no, como Carles Ros y Lluís Galiana Cervera podían hacer prever, una prolongación del movimiento local setecentista inervado por los clásicos. Opinión, pero, bastante categórica que el mismo Fuster parece evitar en su famoso libro Nosotros, los valencianos y que finalmente matiza en 1973 donde apunta el conocimiento de los clásicos y las propuestas de dignificación del valenciano anteriores a la mitad del siglo XVIII.
Sanchis Guarner por su parte, considera que el origen de la Renaixensa valenciana está motivado en gran parte por la llegada de Marian Aguiló como jefe de la biblioteca universitaria, quién animó a dos jóvenes estudiantes de Derecho: Teodoro Llorente y Vicente Wenceslao Querol a escribir versos en lengua vernácula.
Estudios recientes de Vicent Simbor Roig (profesor de la Universidad de Valencia) confirman que la Renaixensa valenciana fue un movimiento nacido autónomo, con una etapa inicial de 1833 a 1859, el año de la incorporación e inmediato liderazgo de Teodoro Llorente, que comienza una nueva etapa: la etapa de la madurez.
Simbor señala una serie de precedentes que suponen un hilo conductor sin interrupciones desde finales del XVIII, hasta la consagración de la Renaixensa, en 1859. Estos precedentes se extienden desde las apologías y reivindicaciones de la lengua valenciana del siglo XVIII: Joan Baptista Escorigüela, Manuel Joaquim Sanelo o Marc Antoni de Orellana, y llegan al siglo XIX manifestándose en los dos sectores renacentistas: el sector culto y el sector populista.
Por un lado, en el sector culto encontramos un movimiento progresivamente creciente. De entre todas las manifestaciones Vicent Simbor destaca:
- En 1830 encontramos el poema «En los días de nuestro Rey Fernando», aparecido el 30 de mayo en el «Diario de Valencia», obra de Antoni M. Peyrolon
- En 1831 el liberal Vicente Salvá escribe el poema «Lo son»
- En 1833 encontremos Oda a la Patria, publicado por Buenaventura Carlos Aribau en el diario El Vapor. Este poema data simbólicamente el inicio de la Renaixença.
- En 1840 ven la luz pública los dos primeros poemas de Tomás Villarroya «Cançó. Para el Álbum de la Señora Antonia de Montenegro»[8] y «Cançó. A la muerte del pintor valenciano D. Antoni Cabana»[9]
- En 1844 Pascual Pérez Rodríguez publica el poema dedicado a «En Sano Majestad la Reina Doña Maria Cristina», y Josep Joaquim Agulló publica “el Fèix”.
- En 1852 José María Bonilla publica un poema extraordinario, dado que usa un modelo de lengua equilibrado entre el “lemosín” cultista y la lengua castellanizada de los populistas.
- En 1855 con motivo del cuarto aniversario de la canonización de San Vicente Ferrer los poetas valencianos acuerdan formar una Corona poética donde el catalán tiene una presencia relevante.
- En 1857, ven la luz pública las primeras poesías «lemosinas» de Llorente.
- En 1859 Llorente participa en dos actos poéticos con obra suya en catalán.

Por otro lado, en el sector populista Vicent Simbor destaca:
- La aparición de la prensa satírica entre la cual destaca «El Mole», «La Donsaina», «El Tabalet» y «El Sueco».
- La aparición de los «libretos de falla», iniciados por Blai Bellver Tomás en 1850.
- El surgimiento y auge del sainete, comenzado por José Bernat Baldoví, que en 1845 escribe el sainete "El Virgo de Vicenteta", "El Alcalde de Favara", o "El hablar bien no cuesta un pacho".
- Los trabajos lexicográficos: Lluís Lamarca (Ensayo de un diccionario valenciano-castellano, de 1839). Ignasi Vidal (Catálogo de las aves de la Albufera de Valencia, de 1851). Josep Escrig (Diccionario valenciano-castellano, de 1851).

### Etapa de plenitud (1859-1909)
Siguiendo Vicent Simbor en 1859 se celebra el primer certamen poético y el primer éxito de Llorente, todo el mundo coincide en establecer esta fecha como inicio de la etapa de plenitud de la Renaixensa valenciana. En cuanto a la fecha del final hay diversidad de opiniones. Así se establece el año 1893, muerte de en 1902, año en que el vicepresidente de pronuncia el discurso titulado De Regionalismo y Valentinicultura que incita, por fin, a la implicación política de los renacentistas. O en 1904, fundación de la entidad política València Nova, que se propone forjar una Solidaridad Valenciana al estilo de la Solidaridad Catalana. O en 1909, año de la exposición regional y en que Llorente es coronado como poeta oficial de Valencia y vitoreado con los gritos de “Viva la lengua valenciana!”, “Viva Valencia Libre!” que fueron contestados por la comitiva oficial al grito de “Viva Valencia española!”.
En esta etapa de plenitud distinguimos dos momentos diferentes: un primero, de 1859 a 1874, dominado por Llorente y su grupo conservador; y un segundo, de 1874 a 1909, en que se incorpora Constantí Llombart y su grupo progresista.

### Liderazgo de Llorente y su grupo conservador (1859-1874)

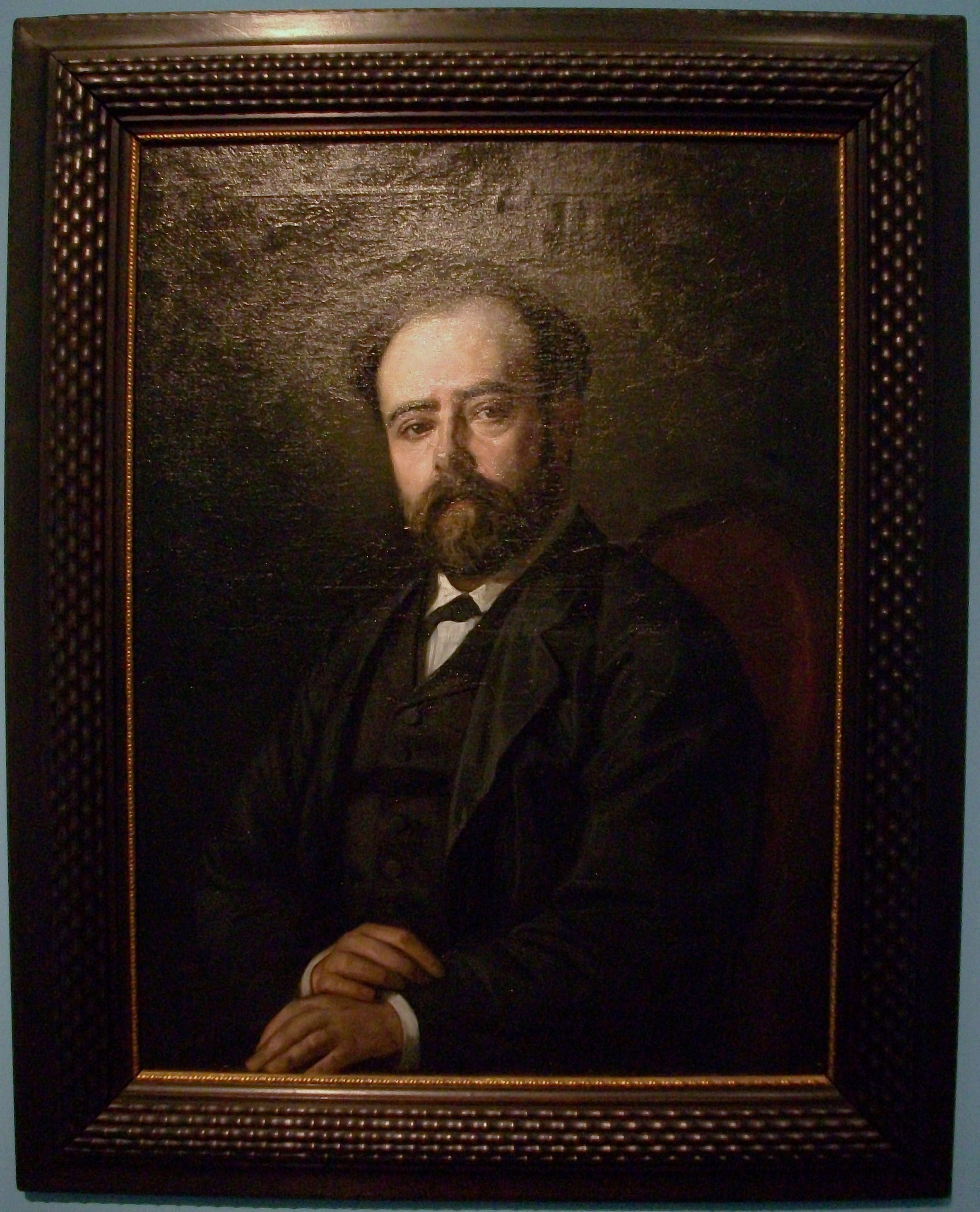
Retrato de Teodoro Llorente en 1872.

A partir de la celebración del certamen poético en conmemoración del IV centenario de la muerte de Ausiàs March (en 1859), la Renaixensa valenciana entra en una nueva etapa hegemónica por un nuevo grupo de escritores que se incorporan al movimiento renacentista a partir de la década de los cincuenta y que reconocen a Teodoro Llorente como líder. Aparte del mismo Teodoro Llorente, se trata de Vicente W. Querol, Jacinto Labaila, Rafael Ferrer y Félix Pizcueta.
Es a partir de este momento que la Renaixensa valenciana asume un programa concreto controlado por un líder y sus seguidores. Para poder lograr sus objetivos los renacentistas cuentan con el control de varios periódicos (“La Opinión” y “Las Provincias” en manos de Llorente) y con todo el poder de la clase dirigente. Sin embargo, este poder no fue en la práctica usado para nada que no fuera la desvirtuación de la misma Renaixensa: el grupo de Llorente le marcó unas pautas que la tenían que conducir irremediablemente a la aniquilación. Tampoco los escritores de la prensa política y satírica ni los sainetistas (Eduardo Escalante, Francisco Palanca y Roca, Joaquim Balader, Antoni Roig Civera, Francesc Tordera i Lledó, Luis Gonzaga Llorente, Julio Puig, Cayetano Salelles Cardona, José Roman y José Merelo) se plantearon ser una posible alternativa, puesto que nunca sintieron que sus obras en catalán formaron parte de aquella Renaixensa proclamada por Llorente, más bien ambos grupos se despreciaban.
La característica más importante de los renacentistas liderados por Llorente es el apoliticismo del movimiento, es decir Llorente y los suyos consideran que sus tertulias no tenían que desbordar los límites del entretenimiento. El grupo dirigente de la Renaixensa valenciana tenía ya desde buen comienzo forjada su ideología «apolítica», parecida a la doctrina del Felibrige occitano. Por eso hacen una crítica feroz a los renacentistas catalanes por su pretensa reivindicación política. En este sentido en el año 1865 Teodoro Llorente publica en el Calendari Català el poema «Als poetes de Catalunya»:

Mes no vullgau que tornen de nou los antics segles,

puix morts estan per sempre los Jaumes i Borrells;

en los seus fets gloriosos busquem lliçons i regles,

i en compte de plorar-los tornem-se dignes d'ells.

Dels venerats sepulcres no remogam les cendres;

deixem dins d'ells l'espasa, que el temps ja rovellà;

i oixcam, perqué tal volta més clars deixen entendre's

allí los sants oracles del dia de demà.

Lo ceptre i la diadema perderes, Barcelona;

mes no plores, ¡oh pàtria!, l'immerescut afront:

deixa que el riu dels segles s'emporte una corona

que estreta vui seria per a ton noble front.
Teodoro Llorente, publicado en el Calendari Català (1865).

Víctor Balaguer contestó de este modo los ataques recibidos desde Valencia:

Si hay alguna aspiración política en ellos [los poetas catalanes], como teme el señor Llorente, mientras sea aspiración de progreso, noble, entusiasta, generosa, gloriosa, patriótica, fraternal, buena tiene que ser por fuerza. No condene esta sana tendencia ni la misma política con desdeñosa frase. Política es también, de hecho, lo mismo señor Llorente.

De este modo se patentizan las discrepancias entre los renacentistas catalanes y los valencianos que con el tiempo aumentan. Según Vicent Simbor “el grupo llorentino, como representante de la clase dirigente valenciana, agrícola y mercantil, tenía que defender sus intereses económicos, que chocaban tanto con los de la burguesía industrial catalana. Cómo decía Joan Regló, los renacentistas valencianos se debatían en la «contradicción entre la historia -la cual se hermanaba con Cataluña- y sus estructuras socioeconómicas -que se la oponían».
La renaixensa llorentina se convierte en una tertulia de cuatro amigos, que cada vez más se aleja del pueblo, el cual asistía a las representaciones de los sainetes, pero desconocía las poesías lemosinistas. Esto es precisamente lo que el grupo progresista de Llombart intentará corregir.

### Constantí Llombart y su grupo progresista (1874-1909)

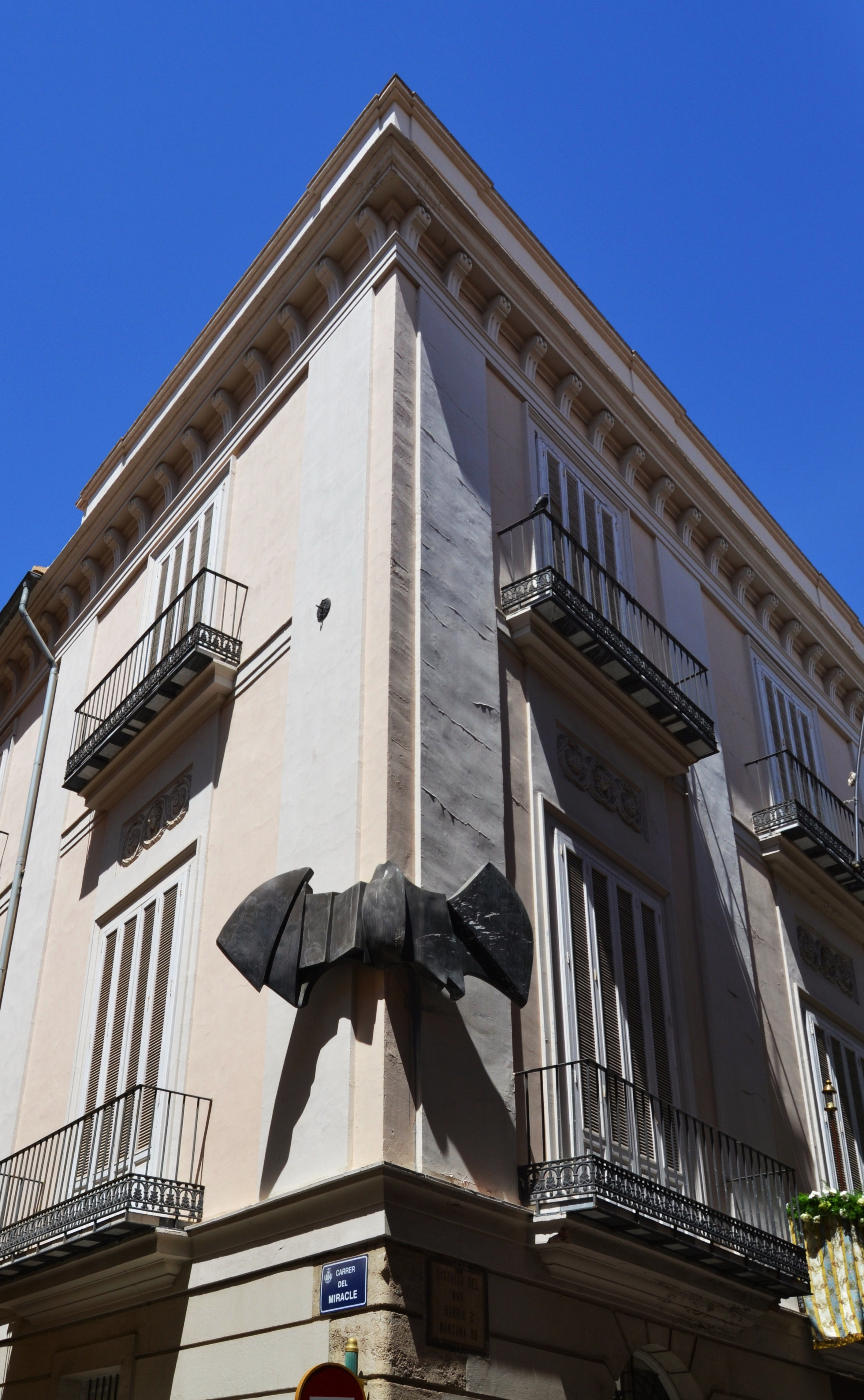
Sede de Lo Rat Penat en Valencia. Asociación fundada por Constantí Llombart con el objetivo de unir los dos grupos renacentistas (los conservadores y los progresistas) y que actualmente sólo representa el regionalismo conservador y secesionista.

La aparición de Constantí Llombart da un cambio a la Renaixensa valenciana por su tarea de juntar y cohesionar primero el grupo populista o progresista, y posteriormente a los dos grupos: el conservador de Llorente y su grupo progresista.
En efecto, en 1874 Llombart saca en la calle la revista «Lo Rat Penat: Calendari llemosí», la primera revista valenciana cultural escrita en valenciano (muy diferente de las anteriores y coetáneas revistas satíricas y políticas) y más importante todavía, actuó de primer núcleo catalizador de los renacentistas valencianos. La revista era elaborada con las colaboraciones de los escritores valencianos, catalanes y baleares. Poner en práctica desde Valencia una revista con concepción cultural de Países Catalanes era ya un buen síntoma de que la situación empezaba a cambiar. Alrededor de esta revista aglutina los integrantes del grupo progresista: Josep M. Puig Torralva, Josep Bodria i Roig, Josep F. Sanmartín i Aguirre, Antoni Palanca i Os, Víctor Iranzo i Simon, Luis Cebrián, Francesc Barber i Bas y Ramon Andrés Cabrelles. Todos ellos, a diferencia del grupo conservador-llorentino, eran de extracción social humilde y el valenciano era su lengua cotidiana de relación familiar y social.
Una vez articulado este grupo progresista había que vertebrar los dos grupos existentes: el conservador de Llorente y el progresista de Llombart. Con esta intención funda Llombart Lo Rat Penat el 31 de julio de 1878.
Pronto se produjeron las primeras colisiones entre ambos grupos, puesto que, los unos hacían proclamas en favor de la oficialidad de la lengua o de la recuperación de las instituciones propias, y los otros se escandalizaban. Para parar las aventuras “separatistas” e “irresponsables”, el grupo conservador organizó un tipo de “golpe de estado” y arrebató el poder de Lo Rat Penat. A partir de este momento la “sociedad de amadores de las glorias valencianas” se convierte en una sociedad al servicio españolista y al servicio de la clase dirigente, hasta el punto que el mismo Llombart la critica:
De todos modos Lo Rat Penat significó -por fin!- la aparición de un movimiento organizado con un local y unas metas a ganar, teóricamente el éxito de la Renaixensa. Fue, por otro lado, un gran revulsivo para la pausada vida cultural valenciana.
La situación era, pues, insostenible. Las discrepancias entre los dos grupos provocan que Llombart intentara fundar una nueva sociedad a mediados de la década de los ochenta: la Golondrina. Finalmente Josep M. Puig Torralva, Ramon Andrés Cabrelles, Luis Cebrian y otros miembros del grupo progresista dirigido por Llombart, en compañía de otros jóvenes valencianistas fundan la sociedad "Valencia Nova", a la cual se apunta dos años después, y es elegido presidente, el mismo Faustí Barberà, médico prestigioso y respetado. Nacía, desde el punto de vista político, una nueva etapa: la del valencianismo político.

### Problemática de la lengua valenciana
A pesar de que nadie pone en entredicho la unidad de la lengua de valencianos, catalanes y baleares ninguno de los dos grupos, ni llorentinos ni llombartianos, osa referirse a ella con el nombre de “catalán” o “lengua catalana”, los miembros de ambos grupos usan indistintamente: «lemosín», «provincial», «regional», «nuestro dialecto», «valenciano» o «lengua valenciana». La única excepción a la regla fue Querol, que tituló de «Rimas catalanas» una compilación de poemas que publica en 1877.
Mientras que en Cataluña los renacentistas catalanes rompen con el bilingüismo y usan únicamente el catalán, en Valencia ninguno de los dos grupos renacentistas osan desterrar el castellano, como tampoco se atreven a pedir la cooficialidad del valenciano, hará falta la llegada del valencianismo político con la Declaración Valencianista de 1918 para plantear soluciones más realistas para la supervivencia del valenciano.
Según Vicent Simbor, la única diferencia entre ambos grupos «radica en el esfuerzo sincero del grupo de Llombart -aunque de planteamiento insuficiente- para recuperar la lengua valenciana y la escasa contribución del grupo cultista a una recuperación auténtica de esta. Los primeros querían, pero no sabían o no podían; los segundos, hay que admitir que, a pesar de algún grito poético, en realidad no querían».
Como pruebas de la preocupación sincera del grupo llombartiano por la normalización del valenciano valdrían obras cómo: la publicación por parte de Llombart y Ramon Andrés Cabrelles de la edición aumentada del diccionario de José Escrig y Martínez en 1887, la Historia gramatical de la lengua lemosino-valenciana de Josep Maria Puig i Torralva en 1883, el Diccionario general valenciano-castellano (1891) de Joaquín Martí Gadea, y el Vocabulario valenciano-castellano. El más completo de los publicados hasta el día (1900). 
En cuanto a la codificación de la lengua valenciana, tendremos que esperar a principios del siglo XX con las Normas de Castellón, en 1932, para poder abordarla.

## Principales autores
- Constantí Llombart
- Vicente Wenceslao Querol
- Félix Pizcueta
- Rafael Ferrer Bigné
- Jacinto Labaila
- José Bodria Roig
- José Francisco Sanmartín y Aguirre
- Víctor Irianzo Simón
- Luis Cebrián